# Préfecture autonome hui de Changji
La préfecture autonome hui de Changji (昌吉回族自治州 ; pinyin : Chāngjí huízú Zìzhìzhōu ; ouïghour : سانجى خۇيزۇ ئاپتونوم ئوبلاست / Sanci Huyzu Aptonom Oblasti) est une subdivision administrative de la région autonome du Xinjiang en Chine. Son chef-lieu est la ville de Changji.

## Démographie
La population de la préfecture était estimée à 1 503 500 habitants en 2000 et à 1 598 200 habitants en 2004.

## Activités scientifiques
Le site nommé familièrement « vallée des dinosaures » fait l'objet de fouilles paléontologiques à la recherche de fossiles de dinosaures. La première découverte date de 1928, lorsque le professeur Yuan Fuli mit au jour des ossements de lystrosaurus dans le district de Qitai. Depuis, de nombreuses découvertes importantes y ont été faites, notamment celle récente de fossiles de diplodocus (d'autres ayant été trouvés sur le site de Lingwu près de Yinchuan dans le Ningxia), de telles découvertes ayant été jusqu'alors pratiquement limitées à l'hémisphère sud.

## Économie
En 2006, le PIB total a été de 29,6 milliards de yuans, et le PIB par habitant de 17 666 yuans.

## Subdivisions administratives
La préfecture autonome de Changji exerce sa juridiction sur huit subdivisions - trois villes-districts, quatre xian et un xian autonome :
- la ville de Changji - 昌吉市 Chāngjí Shì ;
- la ville de Fukang - 阜康市 Fùkāng Shì ;
- la ville de Miquan - 米泉市 Mǐquán Shì ;
- le xian de Hutubi - 呼图壁县 Hūtúbì Xiàn ;
- le xian de Manas - 玛纳斯县 Mǎnàsī Xiàn ;
- le xian de Qitai - 奇台县 Qítái Xiàn ;
- le xian de Jimsar - 吉木萨尔县 Jímùsà'ěr Xiàn ;
- le xian autonome kazakh de Mori - 木垒哈萨克自治县 Mùlěi hāsàkè Zìzhìxiàn.